# 垓下歌
《垓下歌》作者項羽，寫於項羽被漢軍困於垓下（安徽省靈璧縣境內），兵少糧盡時對自己一生的感慨。

## 命名及內容
《垓下歌》原詞見於《史記》，其名稱是按馮惟訥著的《古詩記》而得名，但以宋代郭茂倩《樂府詩集》題名為《力拔山操》，《文選補遺》題為《垓下帳中歌》。其词曰：
|  | 力拔山兮气盖世。时不利兮骓不逝。 骓不逝兮可奈何，虞兮虞兮奈若何！ |

## 電視劇集楚漢驕雄插曲
垓下歌
- 作曲：無量光
- 填詞：項羽(西楚霸王)
- 主唱：鄭少秋